# Pourouma montana
Pourouma montana är en nässelväxtart som beskrevs av C.C.Berg. Pourouma montana ingår i släktet Pourouma och familjen nässelväxter. Inga underarter finns listade i Catalogue of Life.